# Free Souffriau

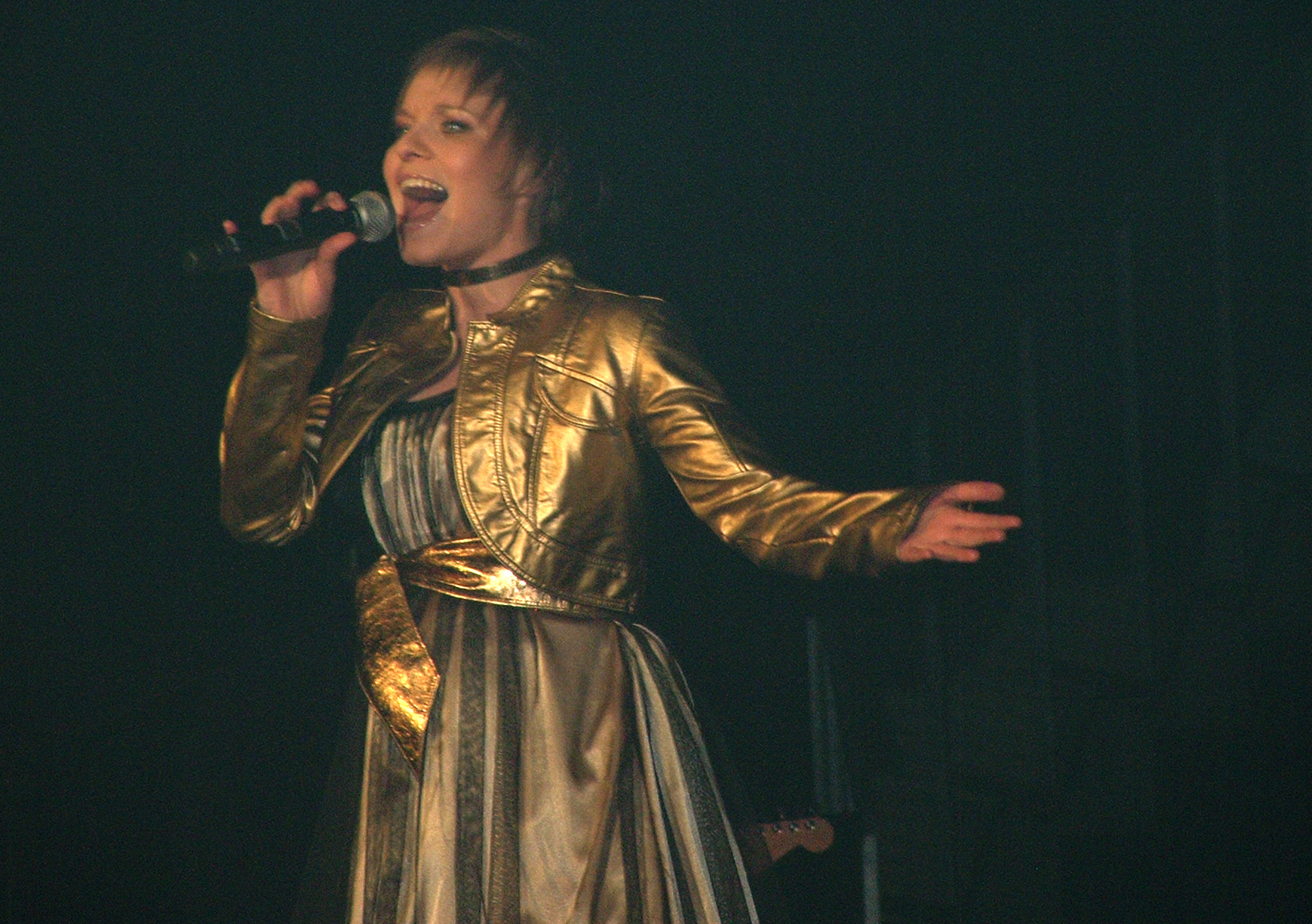
Free Souffriau auf der Steracteur Sterartiest Live on Stage, Lotto Arena Antwerpen (2008)

Free Souffriau [freː ˈsufʀioː] (geb. 8. Februar 1980 in Gent) ist eine belgische Schauspielerin, Sängerin und Musicaldarstellerin. Sie ist bekannt geworden durch ihre Rolle als Mega Mindy.

## Leben
Souffriau wurde in Gent geboren, ist aber in Herzele aufgewachsen. Mit zwölf Jahren ging sie in das Internat des Städtischen Ballet-Instituts in Antwerpen, auf welchem sie 1998 ihren Abschluss machte. Nach ihrem Schulabschluss trat sie in diversen Musicals auf. Ihre erste Hauptrolle erhielt sie 2002 im Musical Dornröschen, einer Produktion von Studio 100. 2004 wurde bei ihr eine Lymphknotenmetastase festgestellt, welche jedoch schnell verheilte. Im Anschluss daran wurde ihr die Hauptrolle in der Kinder-Fernsehserie Mega Mindy angeboten.
Ende 2007 wirkte Souffriau an der Fernsehsendung Steracteur Sterartiest mit, in welcher sie das Finale gewann. Das Preisgeld von 25.000 Euro wurde zu einem guten Zweck gespendet. Insgesamt sammelte Free knapp 35.000 Euro für die Cliniclowns. 2008 nahm sie am Gesangswettbewerb Zo is er maar één mit dem Lied Zoals een mooi verhaal van Ann Christy teil. Sie gewann die Vorrunde und das Halbfinale und erzielte dann im Finale den dritten Platz.
Das Lied von Christy war der Anlass, um ein neues Projekt zu starten mit mehreren Titeln verstorbener Sänger. Souffriau veröffentlichte 2009 ihre Interpretation von Ann Christy auf dem Album Een beetje AnNders. Im März 2011 veröffentlichte sie ihr zweites Album mit dem Titel "Gewoon Free". Dieses enthält einzelne Titel, die geschrieben wurden von bekannten flämischen Musikproduzenten wie u. a. Will Tura und Bart Peeters.
Souffriau ist seit 2010 mit dem Komponisten und Musiker Miguel Wiels verheiratet, mit welchem sie einen Sohn und eine Tochter hat. Wiels schreibt auch viele ihrer Lieder oder begleitet sie am Klavier.

## Rollen

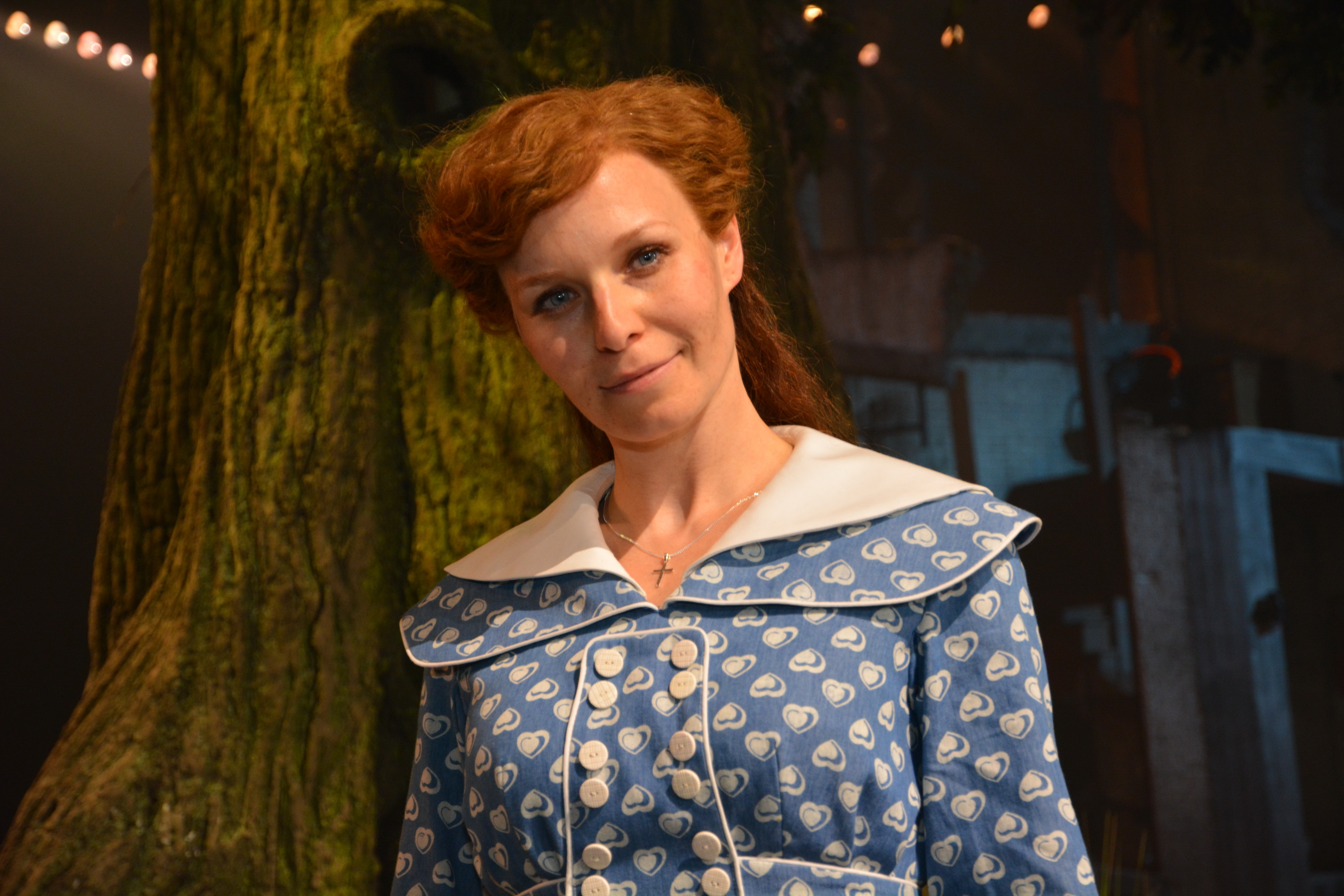
Free Souffriau während einer Probe für das Musical '14-'18

Musicals
| Name                                        | Figur                              | Jahr      | Produktion                       |
| ------------------------------------------- | ---------------------------------- | --------- | -------------------------------- |
| Peter Pan                                   | Meerjungfrau/Indianermädchen       | 1998      | NTGent                           |
| The Sound of Music                          | Liesl                              | 1998      | Koninklijk Ballet van Vlaanderen |
| The King and I                              | ensemble                           | 1999      | Koninklijk Ballet van Vlaanderen |
| De Tovenaar Van Oz                          | ensemble                           | 1999      | Music Hall Group                 |
| Pinocchio                                   | ensemble, understudy Juf Anna      | 2000      | Studio 100                       |
| Robin Hood                                  | ensemble, understudy Marianne      | 2001      | Studio 100                       |
| Schneewittchen                              | ensemble, alternate Schneewittchen | 2001      | Studio 100                       |
| Dornröschen                                 | Dornröschen                        | 2002      | Studio 100                       |
| Zo Mooi, Zo Blond                           | Sandra                             | 2003      | Studio 100                       |
| De 3 Biggetjes                              | Pluisje, das Kaninchen             | 2003      | Studio 100                       |
| Die kleine Meerjungfrau                     | Lieze                              | 2004      | Studio 100                       |
| Soldiers of Love                            | Eva                                | 2004      | Judas Theaterproducties          |
| Pinocchio                                   | Nina de Ballerina                  | 2006      | Studio 100                       |
| Testcase: Je bent goud waard, Charlie Brown | Sally Brown                        | 2007      | Judas Theaterproducties          |
| De 3 Biggetjes                              | Pluisje, das Kaninchen             | 2007      | Studio 100                       |
| Daens                                       | Nette                              | 2008–2009 | Studio 100                       |
| Robin Hood                                  | Marianne                           | 2012      | Studio 100                       |
| 14-18, de musical                           | Anna                               | 2014      | Studio 100                       |

## Filmografie
- 2002: Samson & Gert
- 2005: Hallo België
- seit 2006: Mega Mindy
- 2010: Aspe

Shows
| Show                                  | Figur            | Jahr      | Produzent  |
| ------------------------------------- | ---------------- | --------- | ---------- |
| Mega Mindy En De Schitterende Smaragd | Mieke/Mega Mindy | 2008/2009 | Studio 100 |
| Mega Mindy En De Poppenmeester        | Mieke/Mega Mindy | 2010/2011 | Studio 100 |
| De Mega Mindy show                    | Mieke/Mega Mindy | 2011/2012 | Studio 100 |

## Diskografie

### Alben
| Jahr | Titel                                  | Höchstplatzierung, Gesamtwochen, AuszeichnungChartsChartplatzierungen (Jahr, Titel, Platzierungen, Wochen, Auszeichnungen, Anmerkungen) | Anmerkungen                             |
| Jahr | Titel                                  | BEF | Anmerkungen                             |
| ---- | -------------------------------------- | --- | --------------------------------------- |
| 2009 | Zingt Ann Christy - Een beetje anNders | BEF1 Platin · (43 Wo.)BEF | Erstveröffentlichung: 6. April 2009     |
| 2011 | Gewoon Free                            | BEF7 (25 Wo.)BEF | Erstveröffentlichung: 4. März 2011      |
| 2013 | Het collectief geheugen                | BEF17 (22 Wo.)BEF | Erstveröffentlichung: 2. Dezember 2013  |
| 2017 | Goud, wierook en mirre                 | BEF10 (17 Wo.)BEF | Erstveröffentlichung: 17. November 2017 |

### Singles
| Jahr | Titel Album               | Höchstplatzierung, Gesamtwochen, AuszeichnungChartsChartplatzierungen (Jahr, Titel, Album, Platzierungen, Wochen, Auszeichnungen, Anmerkungen) | Anmerkungen                            |
| Jahr | Titel Album               | BEF | Anmerkungen                            |
| ---- | ------------------------- | --- | -------------------------------------- |
| 2011 | Zeg me waarom Gewoon Free | BEF46 (1 Wo.)BEF | Erstveröffentlichung: 14. Februar 2011 |

Weitere Singles
- 2009: Dag vreemde man
- 2009: Ik leef voor jou
- 2011: Doosje
- 2012: K Heb je lief
- 2013: Hard times
- 2013: Heb het leven lief
- 2013: Tous les garçons
- 2014: Pa

## Auszeichnungen und Preise
- 2006 nahm sie zusammen mit Peter Thyssen und Michaël Zanders an der Sendung Tien voor taal in der Kategorie Musical-Darsteller teil. Souffriau gewann das Finale.
- Am 25. Januar 2008 gewann sie das Finale in der Sendung Steracteur Sterartiest, einem 13 Wochen dauernden Gesangswettbewerb, in welchem Schauspieler dem Publikum ihre Gesangsfähigkeiten beweisen können.
- Am 30. Januar 2008 gewann sie als Mega Mindy einen MIA in der Kategorie „Populär“.
- Am 22. Februar 2008 gewann sie mit dem Titel Zoals een mooi verhaal von Ann Christy die dritte Vorrunde von Zo is er maar één. Am 18. April gewann sie das erste Halbfinale. Im Finale am 2. Mai 2008 landete sie auf dem dritten Platz.
- Am 23. März 2008 gewann Free Souffriau zwei Telenet Kids Awards in der Kategorie beste muziek als Mega Mindy und in der Kategorie Mädel des Jahres als sie selbst.
- Genau eine Woche später gewann sie den Flämischen Fernseh-Stern in der Kategorie Rijzende Ster.
- Sie gewann am 9. August 2008 zwei Radio 2 Sommerhit-awards in den Kategorien Beste Kidspop als Mega Mindy und De Doorbraak.
- In 2009 gewann sie zum zweiten Mal im Telenet Kids Awards den Preis Mädel des Jahres.
- Am 8. Januar 2010 gewann sie einen Preis in den MIA's van 2009, nämlich den für die „Beste populaire artiest“, für ihre Ann Christy Tour.